# Raimond Martin
Pour les articles homonymes, voir Martin et Raymond Martin.
Raymond Martin (de son vrai nom Ramón Martí, écrit aussi Ramon Marti, Raimondo Martí, Raimundus Marti, Raymundo Martini, Raymond Martin, Raymund Martin, Raymond Martini, Raymundus Martini) est un dominicain catalan du XIIIe siècle, et disputateur religieux, principalement connu pour ses œuvres polémiques contre l'islam et le judaïsme.

## Biographie
Raymond Martin est né à Subirats près de Barcelone en Catalogne en 1215 environ. Fils du couvent dominicain de Barcelone, il fut assigné en 1250, avec huit autres frères, au studium (école conventuelle des dominicains) de Tunis, spécialisé dans l'étude de l'arabe et la formation des frères en vue des controverses avec les juifs et les maures.
Le 23 mars 1264 il est chargé par le roi Jacques Ier d'Aragon de travailler à « expurger les livres des juifs de leurs blasphèmes. » Sont mandatés avec lui l'évêque de Barcelone, le dominicain Raymond de Peñafort, et deux autres dominicains, Arnold de Sagarra et Pierre Janua. C'est la première mention de censure dominicaine du Talmud en Espagne.
Dans le rapport qui fait suite à ce travail, Raymond Martin déclare que beaucoup de passages des livres examinés confirment la vérité du christianisme et que le Talmud ne doit pas être entièrement brûlé (Pugio Fidei, ii.14, §8).
En 1268, il est à nouveau assigné au studium arabicum, dont il rentre en 1269. En 1281, il est professeur de langue au studium pour l'étude de l'hébreu à Barcelone, où il demeure jusqu'à sa mort, survenue après le 1er juillet 1284, d'après un document portant sa signature, daté de ce jour.

## Œuvres
Raymond Martín est l'auteur de deux pamphlets antijudaïques : le Capistrum Judaeorum (trois manuscrits conservés; édition par Adolfo Robles Sierra, 2 vols., 1990), et le Pugio Fidei (1278).
Il a également composé une réfutation du Coran qui est perdue.
Un commentaire du Symbole de la foi (Explanatio simboli apostolorum ad institutionem fidelium) lui est attribué par une note marginale ("a fratre Ro Martini de ordine predicatorum") dans un manuscrit conservé à Tortosa.
Ses écrits furent longtemps la source principale des polémistes dominicains.
Une de ses idées dominantes est que le nom de Jésus est annoncé dans la littérature rabbinique comme celui du Messie et du Fils de Dieu. Il soutient aussi que les lois juives, bien que révélées par Dieu, ont été abrogées par la venue du Messie et que les talmudistes ont corrompu le texte de la Bible, en voulant pour preuve les tikkoune soferim.

### LePugio Fidei
Son grand œuvre, le Pugio Fidei fut signalé par Justus Scaliger et édité par Joseph de Voisin de la Sorbonne (1610 ? - 1685), avec des notes et sous le titre de Pugio Fidei Raymundi Martini Ordinis Prædicatorum Adversus Mauros et Judæos (Paris, 1651).
Il y traite de la conscience de Dieu, de la création, de l'immortalité, de la résurrection des morts, et tend à montrer la « fausseté » du judaïsme ; la troisième et dernière partie de l'œuvre est composée d'extraits du Talmud, du Midrash et d'autres sources.
Le Pugio Fidei fut utilisé par Porchetus de Salvaticis au début du XIVe siècle dans sa Victoria Porcheti adversus impios Hebræos (1520), par Gerónimo de Santa Fe dans son Hebræomastix. Il fut aussi plagié par Pietro Colonna Galatino.
Vers 1620 François Bosquet, évêque de Lodève, découvrit au Collège de Foix de Toulouse un manuscrit du Pugio qui servit, avec deux autres manuscrits, à l'édition procurée par Voisin, bientôt réimprimé et mieux diffusé par J. B. Carpzov (Leipzig, 1687), avec une préface antijuive, Introductio in Theologiam Judaicam.

## Connaissance de la littérature hébraïque
Raymond Martin cite non seulement le Talmud et le Midrash, mais aussi Rashi, Abraham ibn Ezra, Maimonides et David Ḳimḥi. Il fut accusé de falsification en raison de citations qu'il fit d'un traité intitulé Genesis Rabbah, inconnu par ailleurs. Selon Leopold Zunz, il serait en fait l'unique témoin de ce document perdu par ailleurs (cf. Leopold Zunz, Gottesdienstliche Vorträge der Juden p. 300). Sur la base d'une analyse textuelle, codicologique et paléographique du manuscrit autographe du Pugio Fidei (Paris, Bibliothèque Sainte-Geneviève, Latin 1405), Philippe Bobichon démontre que Raimond Martin venait d’une famille de convertis ou était lui-même un converti.

## Source
- (en) Cet article est partiellement ou en totalité issu de l’article de Wikipédia en anglais intitulé « Ramón Martí » (voir la liste des auteurs).